# Aniulus orthodoxus
Aniulus orthodoxus är en mångfotingart som beskrevs av Chamberlin 1946. Aniulus orthodoxus ingår i släktet Aniulus och familjen Parajulidae. Inga underarter finns listade i Catalogue of Life.